# Squamipalpis ochreostrigata
Squamipalpis ochreostrigata är en fjärilsart som beskrevs av Bethune-Baker. Squamipalpis ochreostrigata ingår i släktet Squamipalpis och familjen nattflyn. Inga underarter finns listade i Catalogue of Life.